# Gwinner
Gwinner – miasto w Stanach Zjednoczonych, w stanie Dakota Północna, w hrabstwie Sargent.